# Międzynarodowe Spadochronowe Mistrzostwa Śląska 2003
Międzynarodowe Spadochronowe Mistrzostwa Śląska w celności lądowania 2003 – odbyły się 7–8 czerwca 2003. Gospodarzem Mistrzostw był Aeroklub Gliwicki, a organizatorem Sekcja Spadochronowa Aeroklubu Gliwickiego. Do dyspozycji skoczków był samolot An-2P SP-AOI. Rozegrano 6 kolejek skoków.

## Rozegrane kategorie
Mistrzostwa rozegrano w trzech kategoriach spadochronowych:
- Indywidualna celność lądowania – kobiety – skoki wykonywano z wysokości 1000 m i opóźnieniem 0–5 sekund
- Indywidualna celność lądowania – mężczyźni
- Drużynowo celność lądowania.

## Kierownictwo Mistrzostw
- Sędzia Główny: Ryszard Koczorowski
- Kierownik Sportowy: Jan Isielenis.

Źródło: 

## Medaliści
Medalistów Spadochronowych Mistrzostw Śląska 2003 podano za: Jan Isielenis, Archiwum Sekcji Spadochronowej Aeroklubu Gliwickiego, 2003. Brak numerów stron w książce
| Konkurencja                      | Złoto                | Srebro                | Brąz              |
| Indywidualnia celność – kobiety  | Agnieszka Czajka     | Danuta Polewska       | Krystyna Bielecka |
| Indywidualna celność – mężczyźni | Paweł Jankowski      | Jan Isielenis         | Szymon Szpitalny  |
| Drużynowo celność                | Aeroklub Gliwick MIX | Aeroklub Gliwicki ODA | Świtezianki       |

## Wyniki zawodów
Wyniki Spadochronowych Mistrzostw Śląska 2003 podano za: Jan Isielenis, Archiwum Sekcji Spadochronowej Aeroklubu Gliwickiego, 2003. Brak numerów stron w książce
W Mistrzostwach wzięło udział 5 drużyn 3 osobowych  Polska.

### Klasyfikacja indywidualna spadochrony klasyczne (celność lądowania – kobiety)
| Miejsce | Imię i nazwisko   | Drużyna                               | I skok | II skok | III skok | IV skok | V skok | VI skok | Nota      |
| 1.      | Agnieszka Czajka  | Aeroklub Gliwicki ODA                 | 8      | 31      | 2        | 16      | 31     | 0       | 88 pkt.   |
| 2.      | Danuta Polewska   | Aeroklub Gliwicki ODA                 | 9      | 16      | 100      | 100     | 23     | 8       | 256 pkt.  |
| 3.      | Krystyna Bielecka | Świtezianki                           | 3      | 90      | 100      | 100     | 200    | 200     | 693 pkt.  |
| 4.      | Aleksandra Knapik | Aeroklub Gliwicki ODA                 | 200    | 200     | 6        | 200     | 200    | 2       | 808 pkt.  |
| 5.      | Emanuela Paczulla | Aeroklub Gliwicki Szalone Niedźwiadki | 200    | 200     | 100      | 100     | 200    | 200     | 1200 pkt. |

### Klasyfikacja indywidualna spadochrony klasyczne (celność lądowania – mężczyźni)
| Miejsce | Imię i nazwisko  | Drużyna                               | I skok | II skok | III skok | IV skok | V skok | VI skok | Nota      |
| 1.      | Paweł Jankowski  | Aeroklub Gliwicki MIX                 | 0      | 3       | 3        | 16      | 11     | 51      | 84 pkt.   |
| 2.      | Jan Isielenis    | Aeroklub Gliwicki MIX                 | 12     | 200     | 3        | 16      | 11     | 10      | 252 pkt.  |
| 3.      | Szymon Szpitalny | Świtezianki                           | 200    | 5       | 5        | 9       | 100    | 47      | 366 pkt.  |
| 4.      | Józef Kałwak     | Aeroklub Gliwicki MIX                 | 37     | 14      | 200      | 200     | 33     | 66      | 550 pkt.  |
| 5.      | Waldemar Zygała  | Świtezianki                           | 200    | 50      | 89       | 100     | 200    | 72      | 711 pkt.  |
| 6.      | Ziemowit Nowak   | Aeroklub Gliwicki ZEZ                 | 200    | 200     | 63       | 200     | 200    | 9       | 872 pkt.  |
| 7.      | Robert Jabłoński | Aeroklub Gliwicki ZEZ                 | 100    | 100     | 200      | 200     | 200    | 200     | 1000 pkt. |
| 8.      | Zbigniew Izbicki | Aeroklub Gliwicki ZEZ                 | 200    | 100     | 200      | 200     | 200    | 200     | 1100 pkt. |
| 9.      | Janusz Środa     | Aeroklub Gliwicki Szalone Niedźwiadki | 200    | 200     | 200      | 200     | 200    | 200     | 1200 pkt. |
| 10.     | Donat Dubiel     | Aeroklub Gliwicki Szalone Niedźwiadki | 200    | 200     | 200      | 200     | 200    | 200     | 1200 pkt. |

### Klasyfikacja drużynowa celność lądowania – spadochronyklasyczne
| Miejsce | Drużyna                               | Zawodnicy         | Wynik zawodnika | Wynik drużyny |
| ------- | ------------------------------------- | ----------------- | --------------- | ------------- |
| 1.      | Aeroklub Gliwicki MIX                 | Paweł Jankowski   | 84 pkt.         | 836 pkt.      |
| 1.      | Aeroklub Gliwicki MIX                 | Jan Isielenis     | 252 pkt.        | 836 pkt.      |
| 1.      | Aeroklub Gliwicki MIX                 | Józef Kałwak      | 550 pkt.        | 836 pkt.      |
| 2.      | Aeroklub Gliwicki ODA                 | Agnieszka Czajka  | 88 pkt.         | 1152 pkt.     |
| 2.      | Aeroklub Gliwicki ODA                 | Danuta Polewska   | 256 pkt.        | 1152 pkt.     |
| 2.      | Aeroklub Gliwicki ODA                 | Aleksandra Knapik | 808 pkt.        | 1152 pkt.     |
| 3.      | Świtezianki                           | Szymon Szpitalny  | 366 pkt.        | 1170 pkt.     |
| 3.      | Świtezianki                           | Krystyna Bielecka | 693 pkt.        | 1170 pkt.     |
| 3.      | Świtezianki                           | Waldemar Zygała   | 711 pkt.        | 1170 pkt.     |
| 4.      | Aeroklub Gliwicki ZEZ                 | Ziemowit Nowak    | 872 pkt.        | 2972 pkt.     |
| 4.      | Aeroklub Gliwicki ZEZ                 | Robert Jabłoński  | 1000 pkt.       | 2972 pkt.     |
| 4.      | Aeroklub Gliwicki ZEZ                 | Zbigniew Izbicki  | 1100 pkt.       | 2972 pkt.     |
| 5.      | Aeroklub Gliwicki Szalone Niedźwiadki | Emanuela Paczulla | 1200 pkt.       | 3600 pkt.     |
| 5.      | Aeroklub Gliwicki Szalone Niedźwiadki | Janusz Środa      | 1200 pkt.       | 3600 pkt.     |
| 5.      | Aeroklub Gliwicki Szalone Niedźwiadki | Donat Dubiel      | 1200 pkt.       | 3600 pkt.     |